# Observatório Astronómico de Onsala

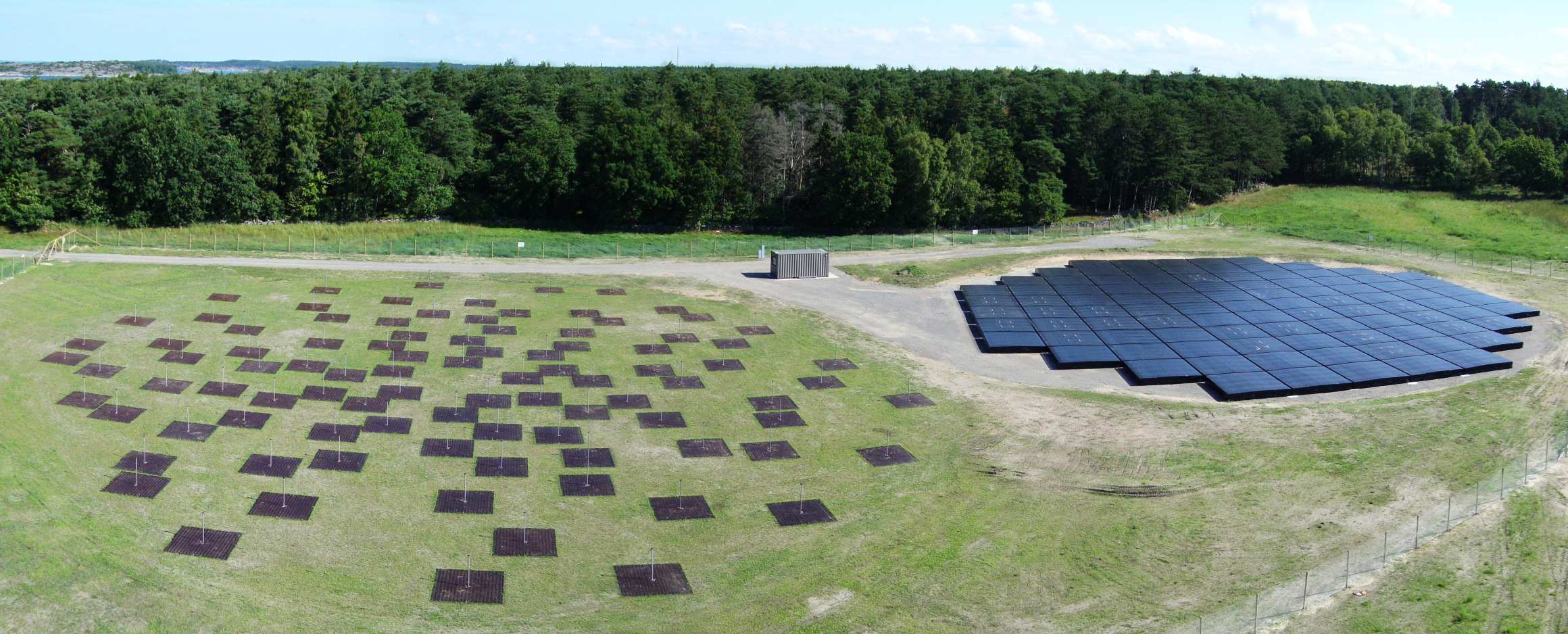
A estação LOFAR do Observatório de Onsala

O Observatório Astronómico de Onsala – em sueco Onsala rymdobservatorium – é um observatório astronómico na Suécia.
Foi fundado em 1949, e está localizado na Península de Onsala, na proximidade da localidade de Onsala, perto da cidade de Kungsbacka.
Pertence à Universidade Técnica Chalmers, em Gotemburgo.